# Dane Reynolds
Pour les articles homonymes, voir Reynolds.
Dane Reynolds est un surfeur professionnel américain né le 7 septembre 1985 à Long Beach, Californie, États-Unis.

## Biographie
Dane a vécu toute sa vie en Californie du sud dans une ville appelée Ventura, il a commencé à surfer à l'âge de 8 ans puis il a progressé d'une manière ahurissante. Observer Dane surfer est tout simplement incroyable, il fait des air dans presque toutes les vagues qu'il prend. Andy Irons a même dit : « c'est le meilleur Freesurfeur au monde ! »
Il accède au WCT 2008 grâce à sa seconde place au WQS 2007. En 2008, il sera Rookie of the Year malgré une blessure au pied.

## Filmographie
Il aime les films de surf et a été un contributeur clé non seulement pour ses idées sur le surf, mais aussi pour son regard créatif pour First Chapter.
Il a aussi tourné dans : Yield, Campaign 1 et 2, Burn, Tomorrow Today, Flow, Young Guns 1, 2, 3.

## Palmarès
- 2008 : Rookie of the Year
- 2007 : Vice-champion du monde WQS

### Victoires
Aucune
Meilleure place :
- 2e: au Quiksilver Pro France en Octobre 2012.

### WCT
- 2009 : 10e
- 2008 : 22e - Rookie of the Year

### Sa saison 2009 ASP World Tour
2009 est sa 2e année dans l'ASP World Tour
| Date                      | Compétition                   | place | points |
| ------------------------- | ----------------------------- | ----- | ------ |
| 28 février-11 mars        | Quiksilver Pro                | 9     | 600    |
| 7 avril-19 avril          | Rip Curl Pro Surf             | 33    | 225    |
| 9 mai-20 mai              | Billabong Pro Teahupoo        | 33    | 225    |
| 27 juin-5 juillet         | Hang Loose Santa Catarina Pro | 33    | 225    |
| 9 juillet-19 juillet      | Billabong Pro Jeffreys        | 3     | 876    |
| 11 septembre-20 septembre | Boost Mobile Pro of Surf      | 2     | 1032   |
| 23 septembre-4 octobre    | Quiksilver Pro France         | 9     | 600    |
| 5 octobre-17 octobre      | Billabong Pro                 | 17    | 410    |
| 19 octobre-28 octobre     | Rip Curl Pro Search           | 9     | 600    |
| 8 décembre-20 décembre    | Billabong Pipeline Masters    | 3     | 876    |
|                           | classement                    | 10    | 5219   |

Actuellement en position de requalifié pour l'ASP World Tour 2010